# Jardim Botânico (Distrito Federal)
| Região Administrativa de Jardim Botânico     |                                                                                               |
|                                              |                                                                                               |
| \| \| \| Bandeira \|                         |                                                                                               |
| Região Administrativa XXVII                  |                                                                                               |
| Fundação: 13 de dezembro de 1999 (25 anos)   |                                                                                               |
| Lei de criação: 3435 de 31 de agosto de 2004 |                                                                                               |
| Mapa de Jardim Botânico                      |                                                                                               |
| Limites:                                     | Santa Maria, Park Way, Lago Sul, Plano Piloto, Paranoá, São Sebastião e Cidade Ocidental (GO) |
| Distância de Brasília:                       | 15 km                                                                                         |
| Administrador(a):                            | Aderivaldo Martins Cardoso                                                                    |
| Área                                         |                                                                                               |
| - Total                                      | 292 km²                                                                                       |
| População                                    |                                                                                               |
| - Total                                      | 53.045 habitantes '                                                                           |
| Site governamental                           | www.admjardimbotanico.df.gov.br                                                               |
| Bandeira de Jardim Botânico                  |                                                                                               |
| Bandeira                                     |                                                                                               |

Jardim Botânico é uma região administrativa do Distrito Federal brasileiro. A região administrativa é localizada na porção centro-sul do Distrito Federal, possui 29.217,99 hectares de extensão e é atualmente a quinta maior região administrativa do Distrito Federal em área territorial, ficando atrás apenas de Planaltina, Paranoá, Brazlândia e Plano Piloto. A região abriga setores habitacionais diversos e se destaca por sua característica condominial horizontal, sendo formada predominantemente por condomínios fechados de médio e alto padrão. Conhecida por sua ampla área verde e estrutura urbana singular, é composta majoritariamente por condomínios horizontais organizados, formando micro comunidades com gestão própria e forte engajamento comunitário.

## História
A ocupação da área que hoje compõe o Jardim Botânico começou a se intensificar na década de 1980, com a proliferação de parcelamentos informais voltados para famílias de renda média-alta. Esses parcelamentos surgiram em propriedades privadas, em zonas rurais da antiga região administrativa de São Sebastião, especialmente nas terras das fazendas Taboquinha, Paranoá e Papuda, configurando um novo padrão urbanístico: os condomínios horizontais fechados.
Inicialmente, a área foi denominada Setor Habitacional Jardim Botânico, por meio do do Decreto nº 20.881. A região administrativa do Jardim Botânico foi formalmente instituída pela Lei nº 3.435 de 2004, publicada no Diário Oficial em 1º de Setembro de 2004, data de comemoração seu aniversário. A inauguração da Ponte JK e da DF-027 (Estrada Parque Juscelino Kubitschek), em 2002, aumentou a acessibilidade à região, contribuindo para sua valorização e acelerada expansão urbana.
A criação da região administrativa de Jardim Botânico, foi a realização de um sonho dos moradores da região, inicialmente representados pela Associação dos Moradores de Jardim Botânico (AJAB), tendo o seu primeiro Administrador Regional o senhor Hamilton Santos. 
Em 2015 os condomínios se organizaram em uma nova associação e, atualmente, a representação comunitária é exercida pelo Movimento Comunitário do Jardim Botânico (MCJB), uma Organização da Sociedade Civil de Interesse Público (OSCIP) que reúne mais de 60 condomínios e associações da região e representa cerca de 70 mil moradores.
Em dezembro de 2019, o Projeto de Lei Complementar (PLC) nº 19/2019 foi aprovado no Plenário da Câmara Legislativa do Distrito Federal incorporando áreas dos bairros: Mangueiral, Tororó, Barreiros I e II, Nova Betânia, Itaipu, São Bartolomeu, Altiplano Leste, João Cândido, São Gabriel, Jardim Botânico III, Polo de Artesanato e a Estação Ecológica do Jardim Botânico de Brasília (JBB) se integraram à região administrativa do Jardim Botânico na nova poligonal apresentada pelo Governo do Distrito Federal. Assim, o Jardim Botânico passou a ser a 5ª maior região administrativa em extensão territorial do Distrito Federal, perdendo apenas para Planaltina, Paranoá, Brazlândia e Plano Piloto.
A poligonal da região administrativa de Jardim Botânico, foi concebida para contemplar unidades habitacionais, com características idênticas e englobar centenas de condomínios horizontais localizados a partir da barragem do Lago Paranoá, seguindo pela DF-001 (lado esquerdo), passando pela Estação Ecológica do Jardim Botânico de Brasília, até a divisa com Goiás (ABC-Cidade Ocidental). O limite na DF-140 é o Ribeirão Caixeta.

## Dinâmica Urbana e Organização Comunitária
Poucas regiões urbanas do mundo apresentam características semelhantes às do Jardim Botânico. A RA é formada, em sua maioria, por condomínios fechados horizontais com gestão própria, o que garante um alto nível de organização e qualidade de vida. Todas essas comunidades são administradas democraticamente e funcionam com certo grau de independência administrativa e estatal intramuros.
Essas micro comunidades elegem seus síndicos de forma direta, e os síndicos, por sua vez, escolhem os representantes do Movimento Comunitário do Jardim Botânico (MCJB). Esse sistema assegura uma estrutura de participação democrática e colaborativa, sendo considerado um dos maiores orgulhos da comunidade local.
Segundo levantamento da CODEPLAN, o Jardim Botânico possui uma das maiores rendas per capita do Distrito Federal, além de apresentar o maior número per capita de moradores com mestrado, doutorado e pós-doutorado, o que torna a região um importante polo de formadores de opinião. A comunidade é heterogênea: enquanto as áreas fronteiriças com São Sebastião concentram moradores de menor poder aquisitivo, os condomínios mais organizados abrigam famílias de alto padrão.
Apesar de seu crescimento populacional acelerado e de pagar proporcionalmente altos tributos percapta, a região sofre com carência de equipamentos públicos em diversas áreas, como saúde, educação e mobilidade. A comunidade local, considerada uma das mais organizadas e participativas do DF, possui um jornal comunitário próprio e tem atuado por meio do Movimento Comunitário do Jardim Botânico (MCJB) para reivindicar melhorias e desenvolver projetos voltados à sustentabilidade e à inclusão social.

## Etimologia
O nome "Jardim Botânico" vem do Parque Ecológico Jardim Botânico de Brasília, área de preservação ambiental que se localiza na região administrativa.

## Turismo e Atrativos
A região oferece diversas experiências turísticas, com destaque para:
- Cachoeira do Tororó
- Estação Ecológica do Jardim Botânico de Brasília
- Parque do Tororó
- Igreja Matriz Santa Clara e São Francisco de Assis
- Centro de Práticas Sustentáveis (CPS)

O Jardim Botânico é um polo de ecoturismo, turismo de aventura, gastronômico, religioso, comercial e de lazer, atraindo visitantes de todo o DF.

## Geografia e Abastecimento
A região administrativa do Jardim Botânico é abastecida por quatro importantes reservatórios de água do DF: Torto, Santa Maria, Bananal e Cabeça do Veado.

## Perfil Socioeconômico
Segundo o Censo 2021, divulgado em 2022 pela CODEPLAN, o Jardim Botânico possui 53.045 habitantes, sendo uma das regiões que mais cresce demograficamente no Distrito Federal.
De acordo com a Pesquisa Distrital por Amostra de Domicílios (PDAD) de 2021, o Jardim Botânico possui indicadores sociais elevados:
- 97,8% da população com mais de seis anos sabe ler e escrever;
- 67,8% das pessoas com 25 anos ou mais têm ensino superior completo, um dos maiores índices do país (a média nacional é de 18,4%);
- 85,9% dos domicílios estão localizados em casas dentro de condomínios;
- 82,7% dos imóveis são próprios e já quitados;
- Os principais meios de transporte utilizados são: automóvel (87%), ônibus (10,3%) e transporte privado via aplicativo ou táxi (3,1%).

## Subdivisões
- Altiplano Leste (Condomínios Etapa A, C e Mini-chácaras);
- São Bartolomeu;
- Comércio da DF-001 (Ao longo do Sandiego);
- Polo Verde;
- Polo de Artesanato;
- Jardim Botânico de Brasília;
- Complexo da Papuda;
- Jardim Botânico III;
- Setor Habitacional do Jardim Botânico;
- Avenida do Sol;
- Estrada do Sol;
- Itaipu;
- São Gabriel;
- João Cândido;
- Jardins Mangueiral;
- Setor Habitacional Tororó;
- Nova Betânia;
- Santa Prisca;
- DF-140
- Mansões Fazendária;
- Aldeias do Cerrado;
- Reserva Jardim Botânico.

### Principais condomínios
- Quintas Bela Vista
- Belvedere Green
- Estância Jardim Botânico
- Estância Del Rey
- Estância Quintas da Alvorada (DF-001)
- Quintas da Alvorada (SH São Bartolomeu)
- Privê Morada Sul - Etapas A, B e C
- Privê Residencial Mônaco
- Jardim Botânico I
- Jardim Botânico V
- Jardim Botânico VI
- Jardim dos Eucaliptos
- Jardins Mangueiral
- Jardins do Lago, Quadras 1, 2 e 9
- Lago Sul (Condomínio)
- Mansões Califórnia
- Mansões Serrana
- Mansões Mata da Anta
- Mini Chácaras do Lago Sul
- Mirante das Paineiras
- Portal do Lago Sul
- Quintas do Sol
- Residencial Quintas Interlagos
- San Diego
- Setor Habitacional Tororó
- Altiplano Leste
- Solar de Brasília
- Solar da Serra
- Village da Alvorada I
- Village da Alvorada II
- Village Ecológico I, II e III
- Ville de Montagne
- Residencial Mansões Itaipu (SH São Bartolomeu)
- Residencial Itaipu (SH Estrada do Sol)
- Residencial Santa Mônica
- Chácaras Itaipu
- Quintas Itaipu
- Solar Itaipu
- Ouro de Itaipu
- Vistas do Itaipu
- American Garden
- Ouro Vermelho I
- Ouro Vermelho II
- Quinta dos Ipês
- Maxximo Garden
- Morada de Deus (AMOBB)
- Condomínio Verde
- Residencial Jardim da Serra
- Estância Santa Paula
- São Mateus
- Condomínio Parque e Jardim das Paineiras